# FC Bayern München in het seizoen 1988/89
Dit artikel beschrijft de prestaties van de Duitse voetbalclub FC Bayern München in het seizoen 1988/89, waarin de club kampioen werd.

## Spelerskern
| Naam              | Nationaliteit                  | Geboortedatum | Vorige club                |
| ----------------- | ------------------------------ | ------------- | -------------------------- |
| Keepers           |                                |               |                            |
| Raimond Aumann    | Bondsrepubliek Duitsland       | 12-10-1963    | /                          |
| Sven Scheuer      | Bondsrepubliek Duitsland       | 19-01-1971    | /                          |
| Verdedigers       |                                |               |                            |
| Klaus Augenthaler | Bondsrepubliek Duitsland       | 26-09-1957    | /                          |
| Uli Bayerschmidt  | Bondsrepubliek Duitsland       | 03-03-1967    | /                          |
| Roland Grahammer  | Bondsrepubliek Duitsland       | 03-11-1963    | 1. FC Nürnberg             |
| Erland Johnsen    | Noorwegen                      | 05-04-1967    | Moss FK                    |
| Hans Pflügler     | Bondsrepubliek Duitsland       | 27-03-1960    | /                          |
| Stefan Reuter     | Bondsrepubliek Duitsland       | 16-10-1966    | 1. FC Nürnberg             |
| Helmut Winklhofer | Bondsrepubliek Duitsland       | 27-08-1961    | Bayer Leverkusen           |
| Middenvelders     |                                |               |                            |
| Hans Dorfner      | Bondsrepubliek Duitsland       | 03-07-1965    | 1. FC Nürnberg             |
| Armin Eck         | Bondsrepubliek Duitsland       | 08-12-1964    | SpVgg Oberfranken Bayreuth |
| Hans-Dieter Flick | Bondsrepubliek Duitsland       | 24-02-1965    | SV Sandhausen              |
| Norbert Nachtweih | Duitse Democratische Republiek | 04-06-1957    | Eintracht Frankfurt        |
| Olaf Thon         | Bondsrepubliek Duitsland       | 01-05-1966    | FC Schalke 04              |
| Aanvallers        |                                |               |                            |
| Johnny Ekström    | Bondsrepubliek Duitsland       | 05-03-1965    | Empoli                     |
| Matthias Hamann   | Bondsrepubliek Duitsland       | 10-02-1968    | /                          |
| Ludwig Kögl       | Bondsrepubliek Duitsland       | 07-03-1966    | TSV 1860 München           |
| Jürgen Wegmann    | Bondsrepubliek Duitsland       | 31-03-1964    | FC Schalke 04              |
| Roland Wohlfarth  | Bondsrepubliek Duitsland       | 11-01-1963    | MSV Duisburg               |

- = Aanvoerder

### Technische staf
|                 |                               |                          |
| Functie         | Naam                          | Nationaliteit            |
| Coach           | Jupp Heynckes (foto)          | Bondsrepubliek Duitsland |
| Assistent-coach | Egon Coordes                  | Bondsrepubliek Duitsland |
| Teamarts        | Hans-Wilhelm Müller-Wohlfahrt | Bondsrepubliek Duitsland |

## Resultaten
| Bundesliga | DFB-Pokal  | UEFA Cup     |
| ---------- | ---------- | ------------ |
|            |            |              |
| Kampioen   | 1/8 finale | Halve finale |

## Uitrustingen
Hoofdsponsor: Commodore

Sportmerk: adidas
| Thuis | Uit | Alternatief | Alternatief | Doelman |

## Transfers

### Zomer
| Naam               | Nationaliteit            | Van/naar          | Type     |
| ------------------ | ------------------------ | ----------------- | -------- |
| Inkomend           |                          |                   |          |
| Johnny Ekström     | Zweden                   | Empoli            | Gekocht  |
| Roland Grahammer   | Bondsrepubliek Duitsland | 1. FC Nürnberg    | Gekocht  |
| Erland Johnsen     | Noorwegen                | Moss FK           | Gekocht  |
| Stefan Reuter      | Bondsrepubliek Duitsland | 1. FC Nürnberg    | Gekocht  |
| Olaf Thon          | Bondsrepubliek Duitsland | FC Schalke 04     | Gekocht  |
| Uitgaand           |                          |                   |          |
| Andreas Brehme     | Bondsrepubliek Duitsland | Internazionale    | Verkocht |
| Norbert Eder       | Bondsrepubliek Duitsland | FC Zürich         | Verkocht |
| Mark Hughes        | Wales                    | Manchester United | Verkocht |
| Lars Lunde         | Denemarken               | FC Aarau          | Verkocht |
| Lothar Matthäus    | Bondsrepubliek Duitsland | Internazionale    | Verkocht |
| Jean-Marie Pfaff   | België                   | Lierse SK         | Verkocht |
| Michael Rummenigge | Bondsrepubliek Duitsland | Borussia Dortmund | Verkocht |

### Winter
| Naam             | Nationaliteit            | Van/naar       | Type     |
| ---------------- | ------------------------ | -------------- | -------- |
| Uitgaand         |                          |                |          |
| Uli Bayerschmidt | Bondsrepubliek Duitsland | 1. FC Nürnberg | Verkocht |
| Matthias Hamann  | Bondsrepubliek Duitsland | Fortuna Köln   | Verkocht |

## Bundesliga

### Eindstand
|    | Club                     | Wed | Gew | Gel | Ver | Pnt | V-T   |
| -- | ------------------------ | --- | --- | --- | --- | --- | ----- |
| 1  | FC Bayern München        | 34  | 19  | 12  | 3   | 50  | 67-26 |
| 2  | 1. FC Köln               | 34  | 18  | 9   | 7   | 45  | 58-30 |
| 3  | SV Werder Bremen         | 34  | 18  | 8   | 8   | 44  | 55-32 |
| 4  | Hamburger SV             | 34  | 17  | 9   | 8   | 43  | 60-36 |
| 5  | VfB Stuttgart            | 34  | 16  | 7   | 11  | 39  | 58-49 |
| 6  | Borussia Mönchengladbach | 34  | 12  | 14  | 8   | 38  | 44-43 |
| 7  | Borussia Dortmund        | 34  | 12  | 13  | 9   | 37  | 56-40 |
| 8  | Bayer 04 Leverkusen      | 34  | 10  | 14  | 10  | 34  | 45-44 |
| 9  | 1. FC Kaiserslautern     | 34  | 10  | 13  | 11  | 33  | 47-44 |
| 10 | FC St. Pauli             | 34  | 9   | 14  | 11  | 32  | 41-42 |
| 11 | Karlsruher SC            | 34  | 12  | 8   | 14  | 32  | 48-51 |
| 12 | SV Waldhof Mannheim      | 34  | 10  | 11  | 13  | 31  | 43-52 |
| 13 | Bayer 05 Uerdingen       | 34  | 10  | 11  | 13  | 31  | 50-60 |
| 14 | 1. FC Nürnberg           | 34  | 8   | 10  | 16  | 26  | 36-54 |
| 15 | VfL Bochum               | 34  | 9   | 8   | 17  | 26  | 37-57 |
| 16 | Eintracht Frankfurt      | 34  | 8   | 10  | 16  | 26  | 26-42 |
| 17 | Stuttgarter Kickers      | 34  | 10  | 6   | 18  | 26  | 41-68 |
| 18 | Hannover 96              | 34  | 4   | 11  | 19  | 19  | 36-71 |

Kampioen Bayern München plaatste zich voor de Europacup I 1989/90
Bekerwinnaar Borusia Dortmund plaatste zich voor de Europacup II 1989/90
De nummers 2, 3, 4 en 5 van de competitie, 1.FC Köln, SV Werder Bremen, Hamburger SV en VfB Stuttgart namen deel in de UEFA Cup 1989/90
Stuttgarter Kickers en Hannover 96 degradeerden rechtstreeks naar de 2. Bundesliga
De kampioen Fortuna Düsseldorf en de nummer twee FC Homburg promoveerden rechtstreeks uit de 2. Bundesliga
Eintracht Frankfurt wist zich na beslissingswedstrijden, 2-0 en 1-2, tegen de nummer drie van de 2. Bundesliga, 1. FC Saarbrücken, te handhaven in de Bundesliga

## Individuele prijzen
| Prijs                  | Winnaar          |
| ---------------------- | ---------------- |
| Topschutter Bundesliga | Roland Wohlfarth |

## Afbeeldingen

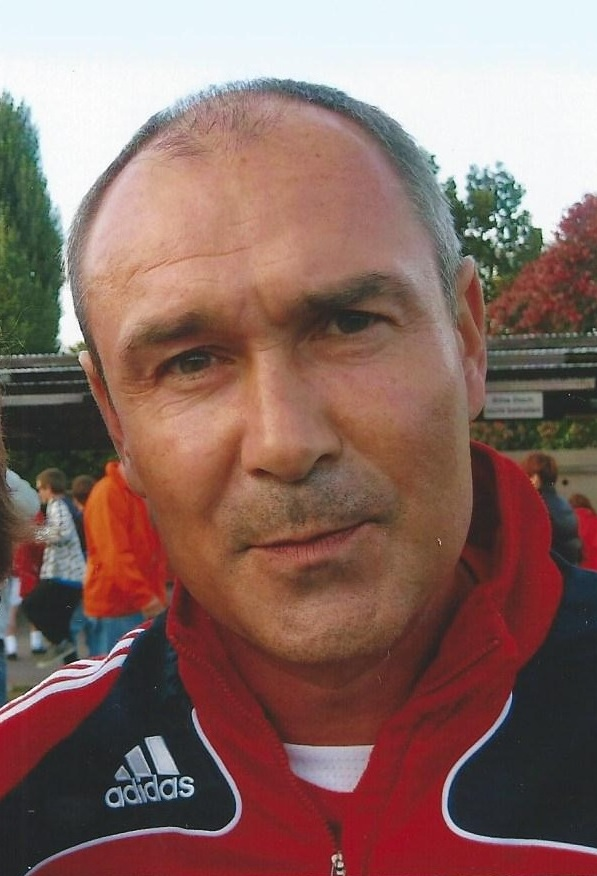
Raimond Aumann (doelman)
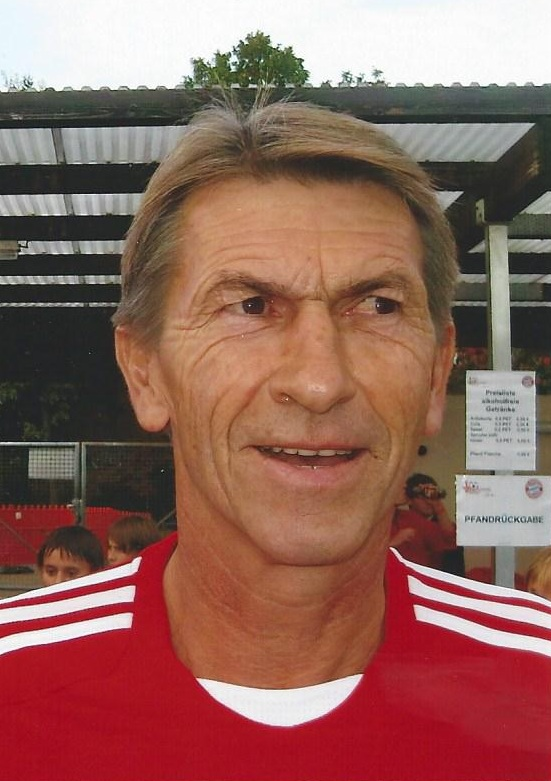
Klaus Augenthaler (verdediger)
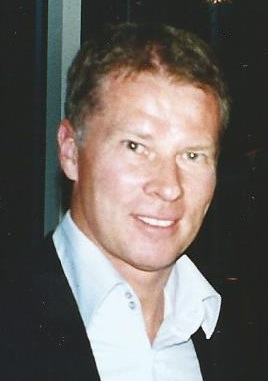
Stefan Reuter (verdediger)
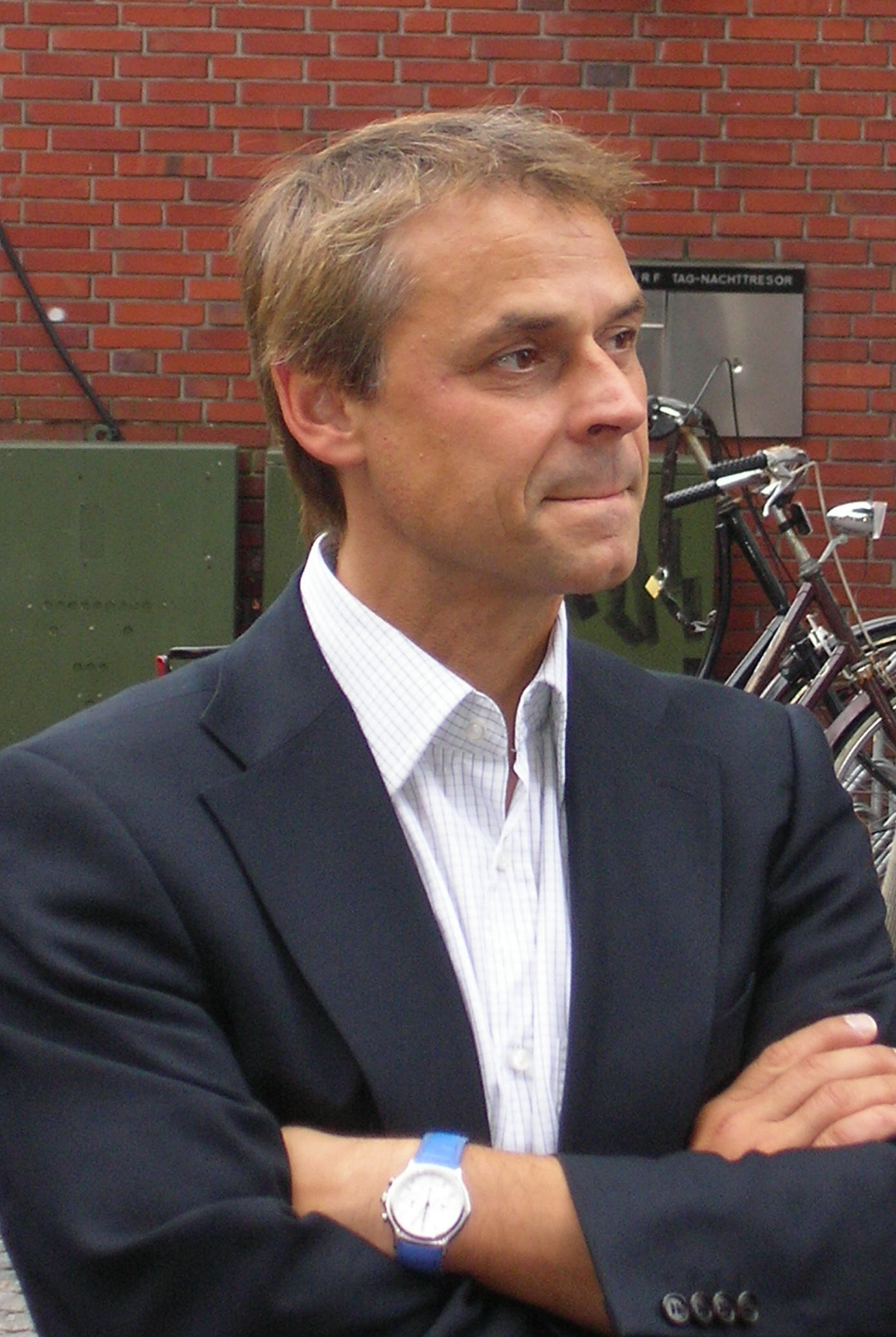
Olaf Thon (middenvelder)
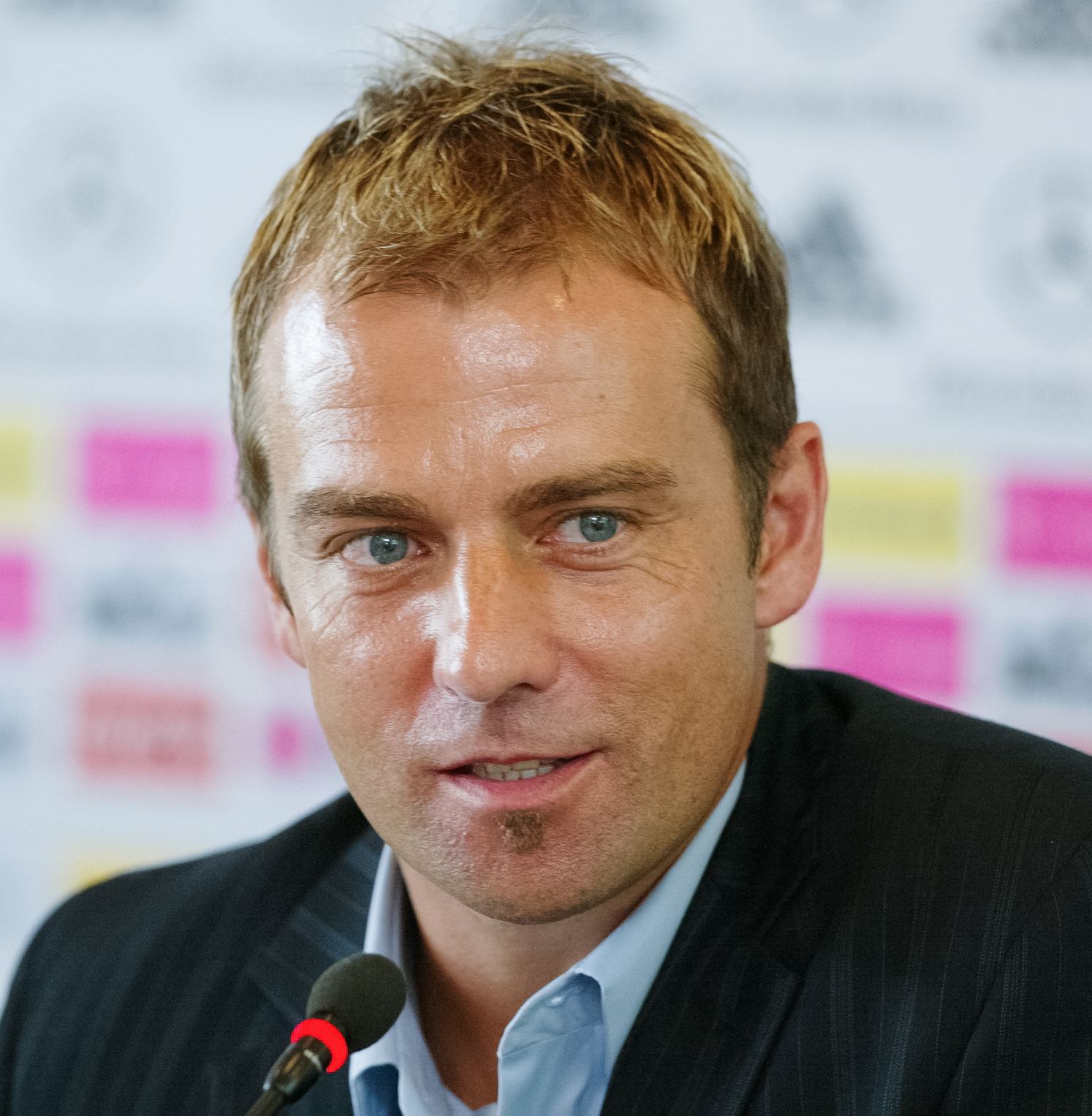
Hans-Dieter Flick (middenvelder)